# Guarany FC (Maceió)
Guarany FC was een Braziliaanse voetbalclub uit Maceió, de hoofdstad van de staat Alagoas.

## Geschiedenis
De club werd opgericht in 1949 en speelde in 1963 voor het eerst in de hoogste klasse van het staatskampioenschap. Na één seizoen onderbreking speelde de club hier opnieuw van 1965 tot 1977. De club werd later ontbonden.